# Macao ai XVII Giochi paralimpici estivi
Macao ha partecipato ai XVII Giochi paralimpici estivi che si sono svolti a Parigi in Francia, dal 28 agosto all'8 settembre 2024, con una delegazione di un'atleta donna, che ha gareggiato in una disciplina.

## Atletica leggera
Fonte:
| Atleta       | Evento                       | Finale    | Finale    |
| Atleta       | Evento                       | Risultato | Posizione |
| ------------ | ---------------------------- | --------- | --------- |
| Chio Hao Lei | Salto in lungo T20 femminile | 4,17      | 15°       |